# Samythella eliasoni
Samythella eliasoni är en ringmaskart som beskrevs av Francis Day 1973. Samythella eliasoni ingår i släktet Samythella och familjen Ampharetidae. Inga underarter finns listade i Catalogue of Life.